# Henry Frederick Conrad Sander
Henry Frederick Conrad Sander (né Heinrich Friedrich Conrad Sander le 4 mars 1847 à Brême et mort le 23 décembre 1920 à Bruges) est un horticulteur allemand, orchidophile et pépiniériste qui s'est installé à St Albans en Angleterre. Il est connu pour sa publication mensuelle Rechenbachia, nommée en l'honneur de Heinrich Gustav Reichenbach, grand orchidologue de Hambourg.

## Biographie
En 1867, Sander entra chez James Carter & Co., un pépiniériste de Forest Hill, et fit la rencontre de l'explorateur tchèque et collectionneur de plantes Benedikt Roezl. Roezl expédiait des plantes en Angleterre depuis un certain temps, mais avait besoin d'un agent fiable pour gérer les ventes, le laissant ainsi libre de collecter et d'explorer. Leur association professionnelle devait s'avérer rentable. 
Sander a démissionné de Carter & Co. et s'est établi comme semencier à St Albans. Roezl a expédié d’énormes quantités d’orchidées et de plantes tropicales dans un vaste entrepôt situé près du magasin de semences. La commercialisation des plantes par Sander a eu un tel succès que Roezl s'est retiré pour vivre confortablement dans sa ville natale de Prague. 
Sander, quant à lui, s'est débarrassé du commerce des semences et s'est concentré sur les orchidées. Ses locaux se révélèrent bientôt trop petits pour abriter ses énormes collections. En 1881, il fit l’acquisition de 16 000 m2 de terrain à St Albans sur lequel il implanta une nouvelle pépinière et une maison. Ses quartiers très étendus et le sens des affaires de Sander ont suscité une vive inquiétude. Jusqu'à vingt-trois collecteurs ont donc été employés pour fouiller les forêts et les régions montagneuses d'Asie et d'Amérique du Sud à la recherche de nouvelles espèces. Une soixantaine de serres hébergeaient le vaste stock des plus belles orchidées que l’on puisse trouver. De grands laboratoires ont été consacrés à la production de semences et de nouveaux hybrides ont été évalués en permanence. Sander's of St Albans a traité environ deux millions de plantes dans les années 1880 et 1890, devenant ainsi le centre de la culture des orchidées en Europe, où les têtes couronnées étaient des visiteurs familiers. Sander a publié divers addenda à son livre d'hybrides, intitulé simplement à proprement parler la liste complète des hybrides d'orchidées (St Albans, 1906). 

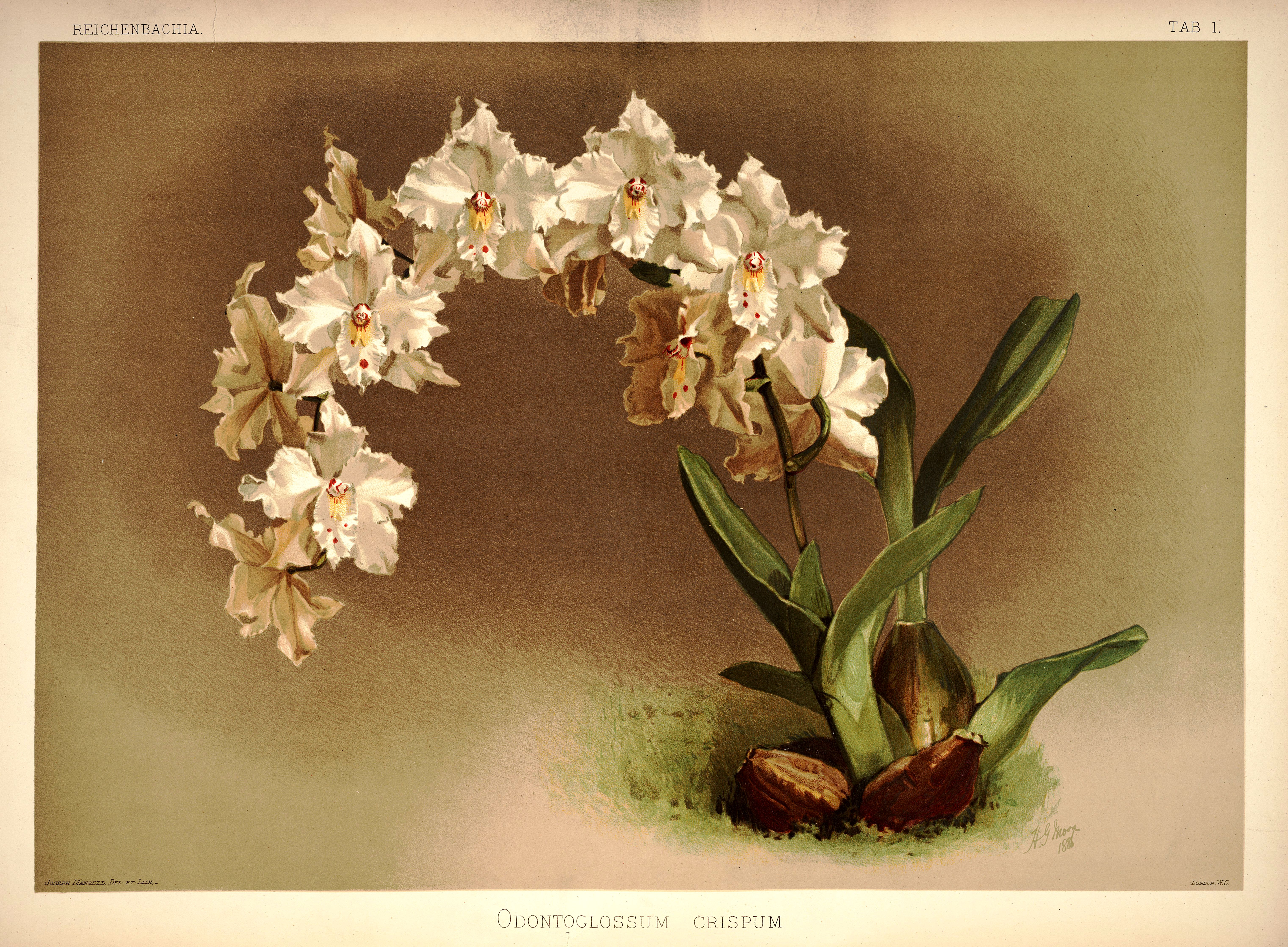
Une planche du premier volume de Reichenbachia représentant Odontoglossum crispum.

En 1885, Sander envisagea la publication monumentale Reichenbachia, qui représenterait des orchidées en taille réelle, avec un texte en anglais, français et allemand. L'édition folio mesurait 678 × 510 mm et était relié en cuir. Le travail se présentait en deux séries de deux volumes chacune. Le premier volume de la première série a été publié en 1888 et comptait 108 pages et 48 planches. Le volume deux de la première série paraît en 1890 avec 106 pages et 48 planches. Le premier volume de la deuxième série est paru en 1892 avec 52 planches sur 104 pages. Le volume deux de la deuxième série, le dernier volume publié, comprenait 114 pages avec 55 planches. Les volumes sont à leur tour dédiés à la reine Victoria, à l'impératrice d'Allemagne et reine de Prusse, à l'impératrice de Russie et à la reine des Belges. 
Il a chargé son futur gendre, Henry George Moon, de réaliser les illustrations de la publication mensuelle de ce qui s'appellerait Reichenbachia, travail qui nécessiterait leur collaboration dans les années qui suivirent. Les travaux ont débuté en 1886 et se sont poursuivis jusqu'en 1890, entraînant des conflits tumultueux entre un homme d'affaires pragmatique et un artiste volontaire. Moon épousa la fille unique de Sander en janvier 1894 et passa encore dix ans à peindre des orchidées avant sa mort prématurée en 1905. 
Fort de son succès commercial, Sander planifia des points de vente américains dans les années 1880, fonda une pépinière à Summit, dans le New Jersey, et désigna un de ses collecteurs, Forsterman, pour gérer la succursale. La logistique de gestion se révéla extrêmement complexe et elle fut vendue à John Lager et Henry Hurrell en 1896. Cette entreprise a continué à fonctionner jusque dans les années 1970, passant brièvement de Summit à Lilburn, en Géorgie, avant d'être dissoute. Sander a également ouvert une pépinière à St André à Bruges en 1894. 
Sander est commémoré par le genre d'orchidées Sanderella O.Kuntze. En 1913, il reçut l'insigne belge du chevalier de l'ordre de la couronne. 

## Abréviation (botanique)
L'abréviation Sander s'emploie pour indiquer Henry Frederick Conrad Sander comme autorité dans la description et la classification scientifique des végétaux.